# 1. česká národní hokejová liga 1969/1970
1. česká národní hokejová liga 1969/1970 byla 1. ročníkem jedné ze skupin československé druhé nejvyšší hokejové soutěže.

## Systém soutěže
Soutěže se účastnilo 30 týmů rozdělených do dvou skupin (16 a 14 týmů). Ve skupině se utkal dvoukolově každý s každým (celkem 30 kol, resp. 26 kol). Vítěz a druhý tým skupiny A a vítěz skupiny B postoupili do kvalifikace o nejvyšší soutěž, které se také účastnil vítěz 1. SNHL. Do nejvyšší soutěže postoupil pouze vítěz kvalifikace.
Tým na posledním místě skupiny A a poslední 2 týmy skupiny B sestoupily do Divize.

## Základní část

### Skupina A
| Poř. | Tým                           | Z  | V  | R | P  | VG  | OG  | B  |
| ---- | ----------------------------- | -- | -- | - | -- | --- | --- | -- |
| 1.   | TJ Motor České Budějovice     | 30 | 26 | 4 | 0  | 192 | 63  | 56 |
| 2.   | VTJ Dukla Písek               | 30 | 19 | 5 | 6  | 152 | 86  | 43 |
| 3.   | TJ VTŽ Chomutov               | 30 | 17 | 4 | 9  | 176 | 101 | 38 |
| 4.   | TJ Spartak ZVÚ Hradec Králové | 30 | 17 | 3 | 10 | 124 | 106 | 37 |
| 5.   | VTJ Dukla Liberec             | 30 | 15 | 5 | 10 | 126 | 100 | 35 |
| 6.   | TJ Baník Sokolov              | 30 | 15 | 5 | 10 | 98  | 88  | 35 |
| 7.   | TJ Autoškoda Mladá Boleslav   | 30 | 15 | 1 | 14 | 105 | 95  | 31 |
| 8.   | TJ Slavia Praha               | 30 | 14 | 3 | 13 | 118 | 114 | 31 |
| 9.   | TJ Jiskra Havlíčkův Brod      | 30 | 13 | 2 | 15 | 81  | 111 | 28 |
| 10.  | TJ ČLTK Motorlet Praha        | 30 | 11 | 5 | 14 | 99  | 109 | 27 |
| 11.  | TJ Spartak Tatra Kolín        | 30 | 10 | 4 | 16 | 76  | 140 | 24 |
| 12.  | TJ Stadion Liberec            | 30 | 11 | 1 | 18 | 103 | 123 | 23 |
| 13.  | TJ Slavia Karlovy Vary        | 30 | 10 | 3 | 17 | 89  | 116 | 23 |
| 14.  | TJ Slovan NV Ústí nad Labem   | 30 | 8  | 5 | 17 | 90  | 99  | 21 |
| 15.  | TJ Jitex Písek                | 30 | 7  | 3 | 20 | 87  | 173 | 17 |
| 16.  | TJ CHZ ČSSP Litvínov B        | 30 | 5  | 1 | 24 | 93  | 185 | 11 |

### Skupina B
| Poř. | Tým                   | Z  | V  | R | P  | VG  | OG  | B  |
| ---- | --------------------- | -- | -- | - | -- | --- | --- | -- |
| 1.   | TJ Baník ČSA Karviná  | 26 | 21 | 3 | 2  | 130 | 57  | 45 |
| 2.   | TJ VŽKG Ostrava       | 26 | 19 | 3 | 4  | 159 | 70  | 41 |
| 3.   | TJ Slezan OSP Opava   | 26 | 16 | 3 | 7  | 151 | 99  | 35 |
| 4.   | TJ Moravia DS Olomouc | 26 | 14 | 6 | 6  | 107 | 80  | 34 |
| 5.   | TJ AZ Havířov         | 26 | 14 | 2 | 10 | 93  | 70  | 30 |
| 6.   | VTJ Dukla Hodonín     | 26 | 12 | 4 | 10 | 100 | 78  | 28 |
| 7.   | TJ Tatra Kopřivnice   | 26 | 12 | 3 | 11 | 118 | 104 | 27 |
| 8.   | TJ Ingstav Brno       | 26 | 9  | 6 | 11 | 100 | 91  | 24 |
| 9.   | TJ Baník OKD Ostrava  | 26 | 9  | 2 | 15 | 80  | 126 | 20 |
| 10.  | TJ TŽ VŘSR Třinec     | 26 | 8  | 2 | 16 | 78  | 108 | 18 |
| 11.  | TJ Zbrojovka Vsetín   | 26 | 7  | 3 | 16 | 81  | 120 | 17 |
| 12.  | TJ Slovan Hodonín     | 26 | 8  | 1 | 17 | 81  | 156 | 17 |
| 13.  | TJ Dynamo Jihlava     | 26 | 7  | 1 | 18 | 70  | 123 | 15 |
| 14.  | TJ Prostějov          | 26 | 6  | 1 | 19 | 64  | 130 | 13 |

Týmy TJ Motor České Budějovice, VTJ Dukla Písek a TJ Baník ČSA Karviná postoupily do kvalifikace o nejvyšší soutěž, kterou vyhrál týmTJ Motor České Budějovice a postoupil tak do nejvyšší soutěže.
Týmy TJ CHZ ČSSP Litvínov B, TJ Dynamo Jihlava a TJ Prostějov sestoupily do Divize.